# Prapart Rattanadee
Prapart Rattanadee (thailändisch ประภาส รัตนดี, * 21. September 1994) ist ein thailändischer Fußballspieler.

## Karriere
Prapart Rattanadee stand bis Ende 2015 bei Ratchaburi Mitr Phol unter Vertrag. Wo er vorher gespielt hat, ist unbekannt. Der Verein aus Ratchaburi spielte in der ersten Liga des Landes, der Thai Premier League. Für Ratchaburi bestritt er 2015 ein Erstligaspiel. Hier kam er im Heimspiel gegen Army United zum Einsatz, wo er in der 88. Minute für Yai Nilwong eingewechselt wurde. Wo er von 2016 bis Ende 2017 unter Vertrag stand, ist unbekannt. Die Saison 2018 nahm ihn der Erstligist Navy FC aus Sattahip unter Vertrag. Für die Navy absolvierte er 24 Erstligaspiele. Anfang 2019 unterschrieb er einen Vertrag beim Zweitligisten Sisaket FC. Mit dem Verein aus Sisaket spielte er in der zweiten Liga, der Thai League 2. Für Sisaket stand er 17-mal auf dem Spielfeld. Der Viertligist Muang Loei United FC aus Loei nahm ihn Anfang 2020 unter Vertrag. Nach zwei Spieltagen wurde der Spielbetrieb der Thai League 4 wegen der COVID-19-Pandemie abgebrochen. Während der Unterbrechung beschloss der Verband die Zusammenlegung der Thai League 3 und der Thai League 4. Die Thai League 3 ist seit September in sechs Regionen aufgeteilt. Muang Loi spielte in der North/Eastern Region. Im April 2021 nahm ihn der Phitsanulok FC unter Vertrag. Mit dem Klub aus Phitsanulok spielte er in der Northern Region der Liga. Der Uttaradit FC, ein Verein, der ebenfalls in der Northern Region spielte, nahm ihn im Dezember 2021 unter Vertrag. Hier stand er bis Ende 2023 unter Vertrag.